# Darreh Sākī-ye Soflá
Darreh Sākī-ye Soflá (persiska: درّه ساکی سفلی) är en ort i Iran.   Den ligger i provinsen Lorestan, i den västra delen av landet, 400 km sydväst om huvudstaden Teheran. Darreh Sākī-ye Soflá ligger 1 486 meter över havet och antalet invånare är 169.
Terrängen runt Darreh Sākī-ye Soflá är lite bergig. Runt Darreh Sākī-ye Soflá är det ganska tätbefolkat, med 72 invånare per kvadratkilometer. Närmaste större samhälle är Khorramābād, 12,9 km sydväst om Darreh Sākī-ye Soflá. Omgivningarna runt Darreh Sākī-ye Soflá är i huvudsak ett öppet busklandskap.